# Station London St Pancras International
Station London St Pancras International is een van de grootste kopstations in Londen, gelegen vlak naast het station King's Cross. Naast het beginpunt van een aantal binnenlandse treinbestemmingen is het sinds 2007 het eindpunt van de Eurostar, de internationale hogesnelheidsverbinding door de Kanaaltunnel.

## Geschiedenis
St Pancras werd gebouwd in opdracht van de toenmalige Midland Railway, die niet beschikte over een eigen station voor zijn Midland Main Line in Londen, maar King's Cross gebruikte, eigendom van de toenmalige Great Northern Railway. De overkapping, met 74 meter op het moment van ingebruikname de breedste ter wereld, werd ontworpen door William Barlow. Het stationsgebouw, een geheel vormend met het Midland Grand Hotel, werd (in een voornamelijk neogotische stijl) ontworpen door Gilbert Scott. Het station werd, nog gedeeltelijk onafgebouwd, in gebruik genomen in 1868; het hotel werd in 1873 in gebruik genomen en in 1935 als hotel gesloten. De naam was afkomstig van de wijk St Pancras, waarvan de naam teruggaat op Pancratius van Rome.
In de jaren 60 waren er serieuze plannen het station te slopen. Daartegen was veel protest, onder leiding van John Betjeman. Het station werd gered en sinds 2007 staat er een standbeeld van Betjeman.
Aan het begin van de 21e eeuw werd het station grondig verbouwd, omdat het via de High Speed 1 werd aangesloten op de Kanaaltunnel en dus ruimte moest kunnen bieden aan de Eurostar-treinen. In 2007 was het station weer volledig in gebruik. De overkapping van het station werd in haar geheel vervangen door lichtdoorlatend glas. Ook werd er een speciale zone aangelegd waar reizigers naar continentaal Europa worden gecontroleerd. Het hotel boven het station wordt sinds 5 mei 2011 weer gebruikt. Dat hotel wordt uitgebaat door Marriott International.
In de rangschikking van mooiste stations ter wereld, opgesteld door het Amerikaanse tijdschrift Newsweek in 2009 staat dit station op nummer 1.

## Treinverbindingen
Doordat St. Pancras International aan de Thameslink-verbinding ligt, en omdat de High Speed 1 via kilometerslange tunnels onder Londen vlak bij het station uitkomt, heeft het station in vergelijking met andere, grotere en drukkere, Londense hoofdstations veel verbindingen in verschillende richtingen. Het is vanaf dit station mogelijk om zowel naar het noorden (onder andere Nottingham en Sheffield), het zuiden (onder andere de kustplaats Brighton) en het oosten van Engeland (onder andere Canterbury en Dover) te gaan. Het is het enige kopstation van Londen met een railverbinding met het buitenland. Het station wordt ook door zes verschillende metrolijnen aangedaan.  Passagierstreinen worden door East Midlands Railway, Govia Thameslink Railway, Southeastern en Eurostar gereden. De normale dienstregeling is als volgt:

### East Midlands Railway
- 1x per uur Intercity - East Midlands Railway Londen St Pancras - Leicester - Derby - Sheffield
- 1x per uur Intercity - East Midlands Railway Londen St Pancras - Leicester - Loughborough - East Midlands Parkway - Derby - Sheffield
- 1x per uur Intercity - East Midlands Railway Londen St Pancras - Leicester - East Midlands Parkway - Nottingham
- 1x per uur Intercity - East Midlands Railway Londen St Pancras - Luton Airport Parkway - Bedford - Leicester - Loughborough - Nottingham
- 1x per uur Intercity - East Midlands Railway Londen St Pancras - Luton - Bedford - Corby
- Enkele Intercity - East Midlands Railway treinen van Londen St Pancras naar Leeds of Scarborough.

### Govia Thameslink Railway
- 2x per uur Sneltrein Bedford - Luton - Luton Airport Parkway - St Albans - Londen St Pancras - Londen Bridge - East Croydon - Gatwick Airport - Brighton
- 2x per uur Sneltrein Bedford - Luton - Luton Airport Parkway - St Albans - Londen St Pancras - Londen Bridge - East Croydon - Gatwick Airport - Brighton
- 2x per uur Stoptrein Luton - Luton Airport Parkway - St Albans - Londen St Pancras - Elephant & Castle - Mitcham Junction - Sutton
- 2x per uur Stoptrein St Albans - Londen St Pancras - Elephan & Castle - Wimbledon - Sutton
- 2x per uur Stoptrein Kentish Town - Londen St Pancras - Elephant & Castle - Catford - Bromley South - Sevenoaks

### Southeastern High Speed
Deze treinen rijden via de High Speed 1 hogesnelheidslijn van St Pancras naar Kent.
- 1x per uur Regionale hogesnelheidstrein Londen St Pancras - Stratford International - Ebbsfleet International - Ashford International - Folkestone - Dover Priory
- 1x per uur Regionale hogesnelheidstrein Londen St Pancras - Stratford International - Ebbsfleet International - Ashford International - Canterbury - Ramsgate - Margate.
- 2x per uur Regionale hogesnelheidstrein Londen St Pancras - Stratford International - Ebbsfleet International - Gravesend - Rochester - Chatham - Gillingham - Faversham.

### Eurostar
Sinds november 2007 rijden de Eurostar-treinen van/naar St Pancras in plaats van London Waterloo. Er rijden 17 treinen per dag van Londen naar Parijs en 10 treinen per dag van Londen naar Brussel. Er rijdt ook één trein per dag naar Marne la Vallée-Chessy als trein naar Disneyland Parijs.
In de zomer rijdt er elke zaterdag een trein naar Avignon, en in de winter rijdt er elke zaterdag een trein naar de Franse Alpen.
Er reden per dag twee rechtstreekse treinen naar Amsterdam. De directe treinen van Amsterdam en Rotterdam naar Londen werden onderbroken vanwege de bouw van de nieuwe Eurostar-terminal in Amsterdam Centraal. De dienst zal vanaf 2025 worden hervat. 
De Eurostar-treinen stoppen soms op één of twee stations langs de route: Calais-Fréthun en Lille Europe. Sommige van de treinen rijden non-stop. Ze doen vanaf 2023 Ebbsfleet International en Ashford International niet meer aan wegens een te gering aantal reizigers en te kostbare post-Brexit grenscontroles.

## London Underground (Metro)
King's Cross St. Pancras is een station aan de Circle, Hammersmith & City, Metropolitan, Northern, Piccadilly en Victoria lijnen van de Londense Metro.

## Fotogalerij

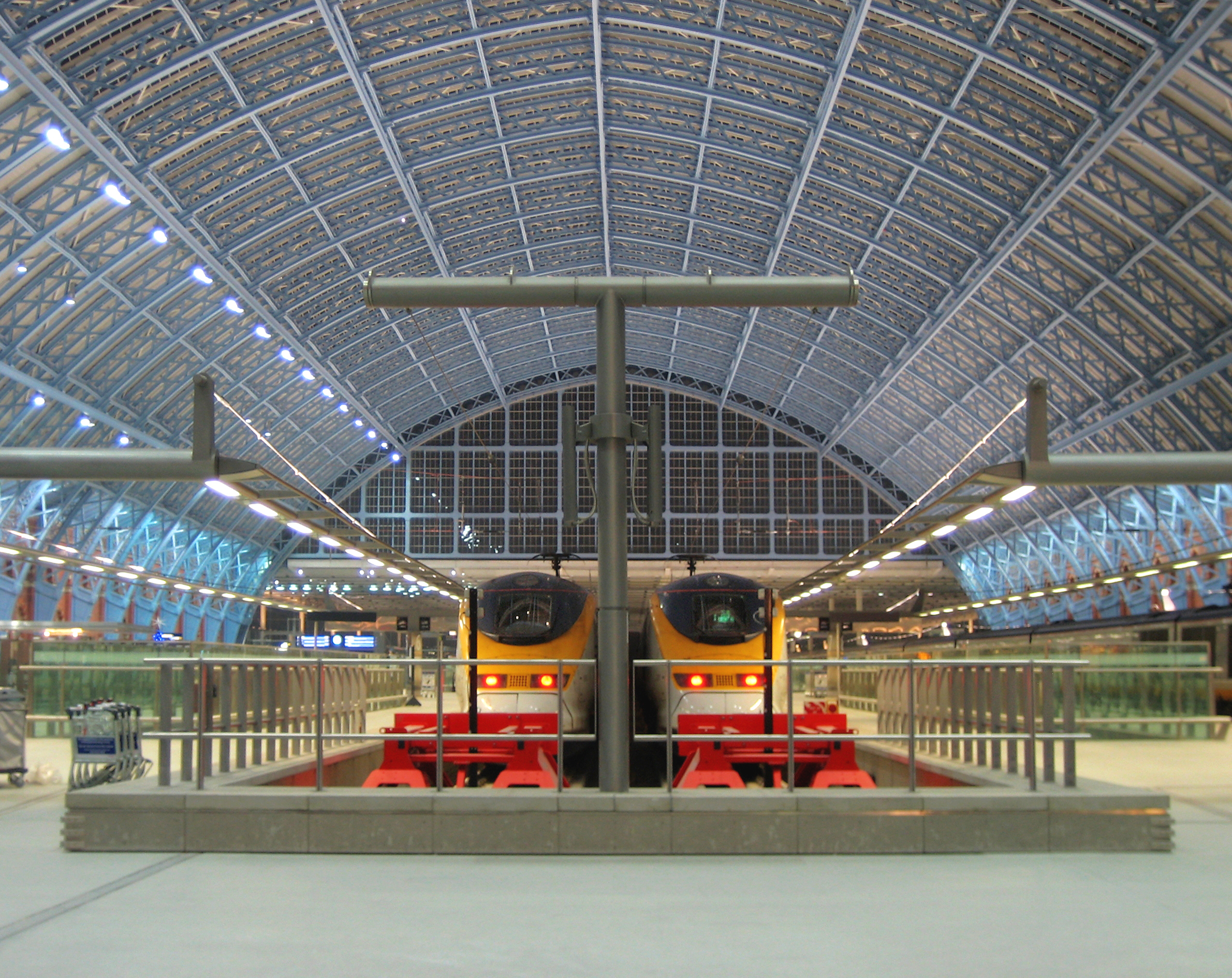
2 Eurostar-treinen
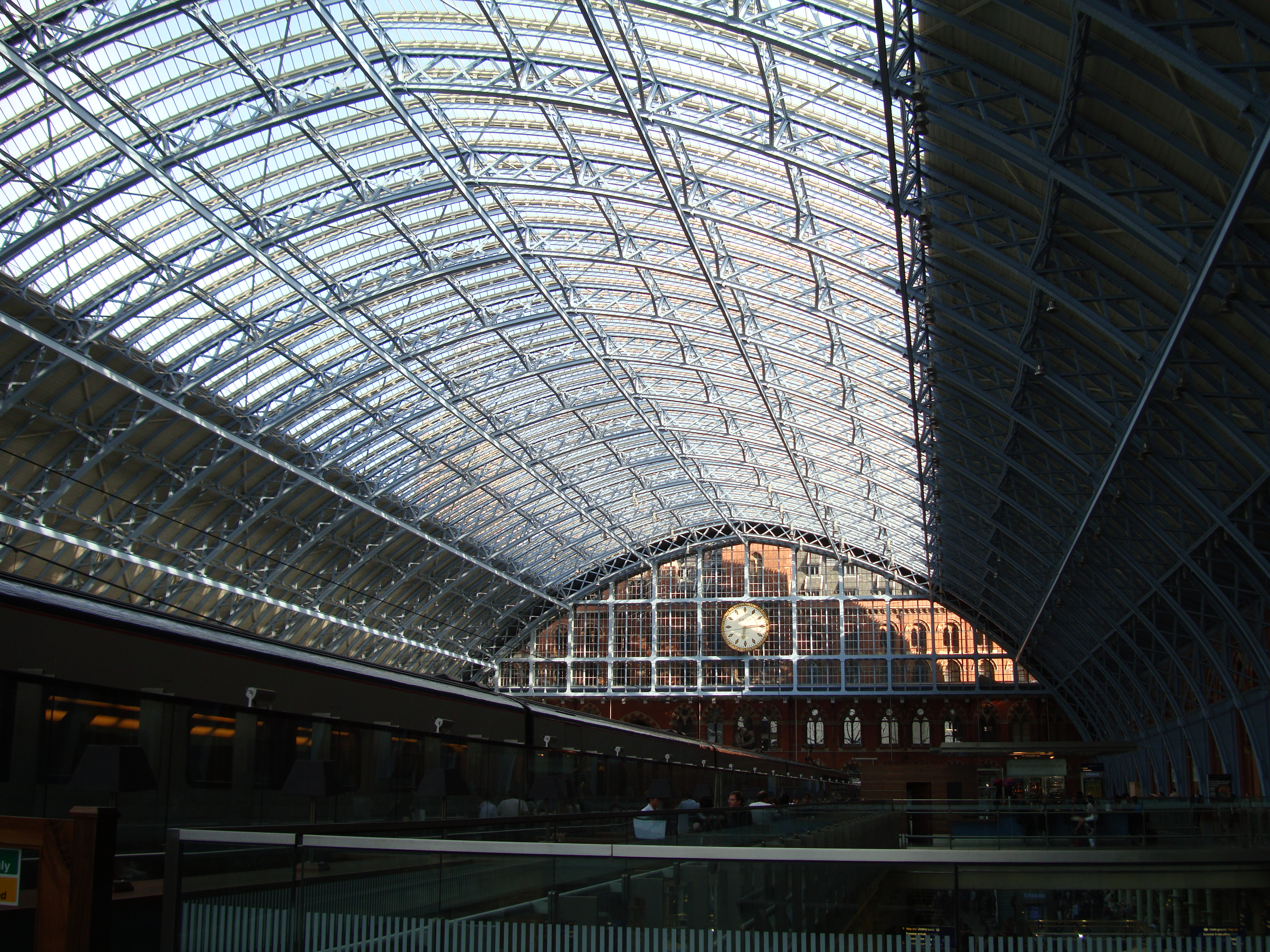
Het imposante dak
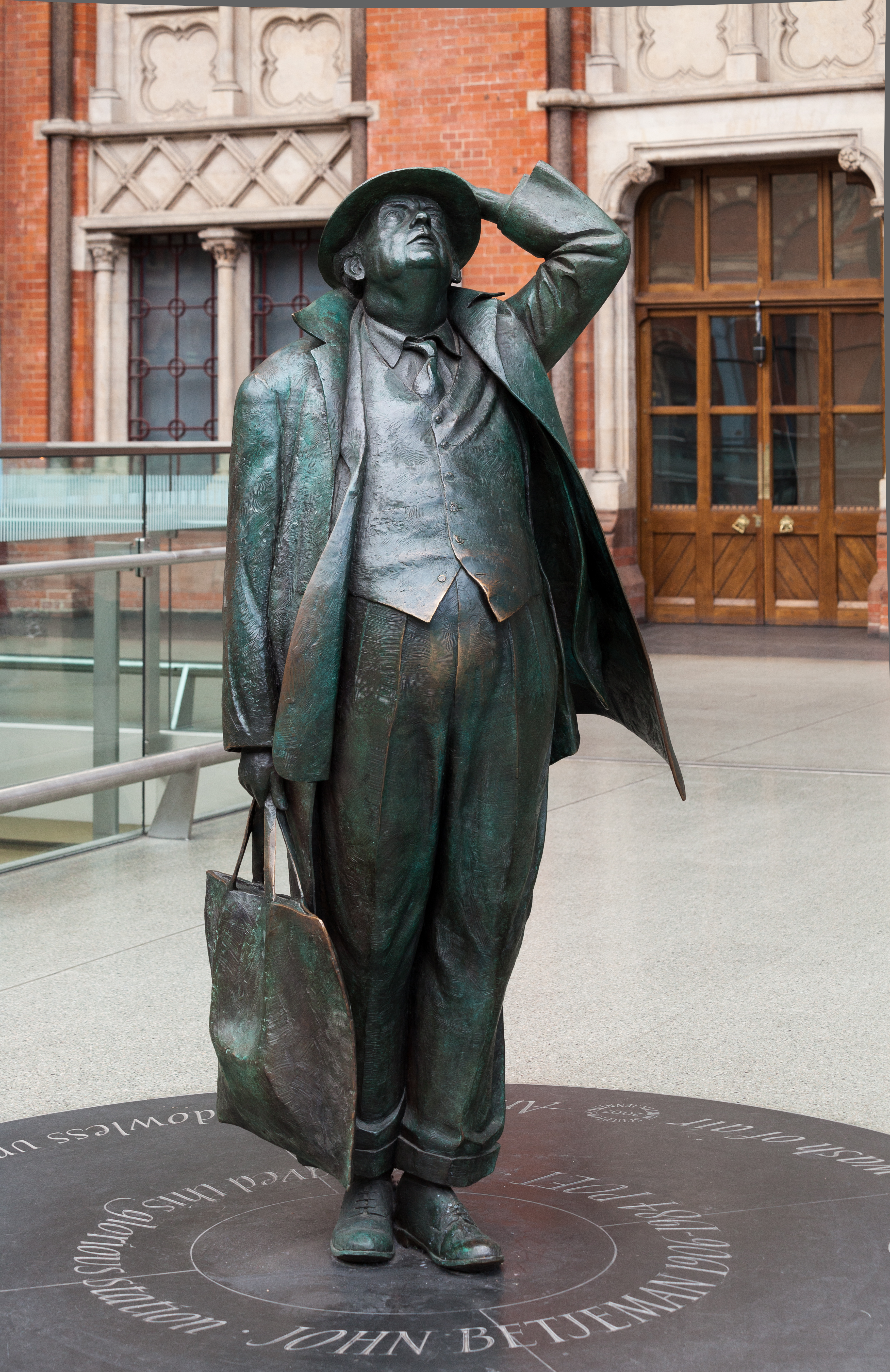
Standbeeld van John Betjeman